# Acquedotto romano di Isernia
L'acquedotto romano di Isernia è un acquedotto di epoca romana.
Esso è sito nel sottosuolo di Isernia ed è una delle opere di origine romana che meglio si conserva nella città; è infatti in funzione senza interruzione da oltre due millenni. 
L'acquedotto è situato vicino alla strada che va a Sulmona (prima dell'espansione a nord della città si trovava in una posizione distaccata).

## Storia
Non si conosce con precisione la data di inizio o di fine lavori, ma si presume che esso appartenga al III secolo a.C., quando Isernia fu colonia romana.
Esso fu aperto attraverso le rocce, per fornire acqua all'intera città, soprattutto alle molte fontane presenti. 
L'acqua trasportata in passato era ritenuta preziosa e, quando scarseggiava, soltanto le famiglie benestanti della città potevano averne accesso.
(Stefano Jadopi descrive l'acquedotto nel 1858)

## Descrizione
Si divide in due parti principali: quella più a nord, dove sorge ora la città moderna, in passato si trovava fuori dal centro abitato, serve per riempire il Pozzo, sito nella porta nord del centro storico; l'altra parte, lunga 1979 metri, alta 2,11 e larga 1,05, parte dal pozzo stesso e si dirama attraverso tutto il centro storico.
La parte sotto la città moderna, per un breve tratto del suo inizio si dirama nel sottosuolo a una bassa profondità, per poi sprofondare fino anche a 30 metri nelle rocce di travertino sotto la città, per poi arrivare al Pozzo.
Passando completamente attraverso le rocce, l'acqua che sgorga da questo acquedotto è gelida anche d'estate.